# 재의 수요일
재의 수요일(Ash Wednesday)은 가톨릭에서 사순절의 시작, 즉 부활절의 준비를 알리는 교회력의 절기를 말한다. 가톨릭교도들은들은 재를 이마에 바르고 죄를 고백하여 그리스도의 고난을 40일간 부활절 전까지 묵상하는 사순절 의미를 생각한다. 이때 사용한 재는 성지주일에 사용한 종려나무 가지를 태운 것으로, 천주교와 개신교의 일부 교파(성공회, 루터교, 감리교)에서 지켜진다. 재의 수요일에 가톨릭교회에서는 미사를, 루터교와 감리교에서는 예배를, 성공회에서는 감사성찬례를 봉헌하는데, 대한민국의 로마 가톨릭교회와 대한 성공회에서 '재의 수요일 예식서'를 확인할 수 있다.

## 로마 가톨릭교회의 재의 수요일 예식과 미사

### 시작 예식

#### 입당송
지혜 11,23.24 참조
주님, 당신은 모든 사람에게 자비하시고, 당신이 만드신 것을 하나도 미워하지 않으시며, 사람들이 회개하도록 죄를 덮어주시고 용서하시니, 주님, 당신은 저희 하느님이십니다.
<재를 머리에 얹는 예식이 있으므로 참회 예식은 생략한다.>

#### 본기도
주님, 그리스도를 믿는 저희가 거룩한 재계로 악의 세계와 맞서 싸우려 하오니, 극기로 보루를 쌓게 하소서. 성부와 성령과......

### 말씀 전례

#### 독서 봉독
- 제 1독서 - 요엘2,12-18
- 화답송 - 시편 51(50),3-4.5-6ㄱㄴ.12-13.14와 17, 후렴은 3ㄱ 참조
- 제 2독서 - 2코린5,20-6,2
- 복음 환호송 - 시편 95(94),7.8

#### 복음 봉독
- 마태6,1-6.16-18

<강론 후 잠시 묵상한다.>

### 재의 축복과 재를 머리에 얹는 예식
<강론이 끝난 다음, 주례 사제는 손을 모으고 서서 말한다.>
+ 친애하는 형제 여러분, 하느님 아버지께서 넘치는 은총을 베푸시어, 참회의 뜻으로 우리 머리에 얹으려는 이 재에 강복해 주시도록 간구합시다.
<잠시 침묵하고 아래의 기도를 바친다.>
+ 하느님, 겸손한 사람을 어여삐 보시고, 속죄하는 사람을 용서하시니, 저희 기도를 자애로이 들으시고, 이 재를 머리에 받으려는 주님의 종들에게 강복하소서. 저희가 주님의 은총으로 사순 시기의 재계를 충실히 지키고 마음을 깨끗이 하여, 성자의 파스카 축제를 잘 준비하게 하소서. 우리 주 그리스도를 통하여 비나이다.
◎ 아멘.
<또는>
+ 하느님, 죄인들의 죽음을 바라지 않으시고 오직 회개를 바라시니, 저희의 간절한 기도를 인자로이 들으시며 자비를 베푸시어, 저희 머리에 얹으려는 이 재에 강복하소서. 저희가 흙에서 왔으므로 흙으로 다시 돌아갈 것을 알고 있사오니, 사순 시기의 수련으로 죄를 용서받고 새 생명을 얻어, 부활하시는 성자의 모습을 닮을 수 있게 하소서. 성자께서는 영원히 살아 계시며 다스리시나이다.
◎ 아멘.
<말없이 재에 성수를 뿌린다. 다음에 사제는 모든 사람의 머리 위에 재를 얹어 주며 말한다.>
+ 회개하고 복음을 믿어라. 마르 1,15
<또는>
창세 3,19 참조
+ 사람아, 흙에서 왔으니, 흙으로 다시 돌아갈 것을 생각하여라.
<그동안 아래의 노래를 부른다.>
첫째 후렴
◎ 베옷으로 갈아입고 잿더미에 앉아 단식하며, 주님께 눈물로 간청하세. 우리 하느님은 한없이 자비로우시니, 우리 죄를 용서하시리라.
둘째 후렴 요엘 2,17; 에스 4,17⑩ 참조
◎ 성전 문과 제단 사이에서 주님을 섬기는 사제들이 눈물로 간청하리라. 용서하소서, 주님, 당신의 백성을 용서하소서. 주님, 당신을 찬송하는 입을 막지 마소서.
셋째 후렴 시편 51(50),3
◎ 주님, 저의 죄악을 없애 주소서.
<시편 51(50)편의 각 절 끝에 이 후렴을 반복할 수 있다.>
화답송 바룩서 3,2; 시편 79(78),9 참조
<다른 적당한 성가도 부를 수 있다. 재의 예식이 끝나면 사제는 손을 씻고, 보편 지향 기도를 바친다.>
<신경 없음>

### 성찬전례

#### 예물기도
주님, 이 제사로 엄숙하게 사순 시기를 시작하며 간절히 바라오니, 저희가 참회하고 사랑을 실천하는 삶으로 해로운 쾌락을 멀리하며, 죄를 깨끗이 씻고 경건하게 성자의 수난을 기념하게 하소서. 성자께서는 영원히 …….

#### 사순 감사송 4
거룩하신 아버지, 전능하시고 영원하신 주 하느님, 언제나 어디서나 아버지께 감사함이 참으로 마땅하고 옳은 일이며, 저희 도리요 구원의 길이옵니다. 아버지께서는 저희가 지키는 육신의 재계로, 악습을 고쳐 주시고 영혼을 깨끗하게 하시며, 우리 주 그리스도를 통하여, 덕을 실천할 힘과 그 상급을 내리시나이다. 그리스도를 통하여, 하늘의 천사들이 기뻐하며 주님의 영광을 흠숭하오니, 저희도 그들과 소리를 모아 주님을 찬미하나이다. 
 ◎거룩하시도다! .......

#### 영성체송
시편 1,2-3 참조
주님의 가르침을 밤낮으로 되새기는 사람은 제때에 열매를 맺으리라.

#### 영성체후 기도
주님, 성체를 받아모신 저희를 도와주시고, 참회하는 저희를 어여삐 보시어, 이 성사로 구원에 이르게 하소서. 우리 주......

## 성공회의 재의 수요일 예식서

### 성공회 재의 축복식
- 성서말씀: 시편 69:1-3,5
- 사제: 주께서 여러분과 함께……
- 청중: 또한 사제와 함께 하소서
- 사제: 전능하신 하느님, 주께서는 진실로 통회하는 자들을 용서하시고 자비를 베푸시나이다. 비오니 이 재를 (십자성호)축복하시어 재를 받는 이들로 하여금 진심으로 죄를 뉘우치고 주님의 용서를 얻게 하시며, 우리가 영생을 얻는 것은 오직 주님의 은혜로운 선물임을 깨닫게 하소서. 우리 주 예수 그리스도의 이름으로 기도하나이다. 아멘.

사제는 먼저 이마에 재를 바르고 교우들의 이마에도 바른다. 이때 사제는 다음과 같은 잠언을 전한다.
- 사제: 인생아, 기억하라. 그대는 흙이니 흙으로 돌아가리라.
- 교우: 아멘.

### 성공회 참회연도
- 지극히 거룩하시고 자비로우신 하느님. 우리는 주님과 또한 우리 서로에게 그리고 하늘과 땅에 있는 모든 성인들 앞에서 자신의 잘못으로 인해서 생각과 말과 행실로 저지른 죄와, 해야 할 의무를 소홀히 한 죄를 고백하나이다.

주여, 우리를 불쌍히 여기소서
- 우리는 온 마음과 정신과 힘을 다하여 주님을 사랑하지 않았으며, 자신과 이웃을 사랑하지 않았고, 용서받은 것처럼 나를 용서하지 못했나이다. 주여 우리를 불쌍히 여기소서

- 그리스도께서 우리를 섬기셨듯이 우리도 서로 섬기라 하신 명령에 무관심하였고, 그리스도의 뜻에 진실하지 못했으며 주님의 성령을 슬프게 했나이다. 주여, 우리를 불쌍히 여기소서

- 주여, 주님께 고백하오니, 우리는 지난날 불충하고 교만하고 위선적이었으며, 생활속에서 참을성이 없었고 자신의 욕망대로 살며 사리사욕을 위하여 남을 이용하였나이다. 주여, 우리를 불쌍히 여기소서.

- 우리가 좌절하여 분노하여 남의 행운을 시기하였으며, 세상 안락과 평안만을 너무 사랑하였으며 직업과 일상생활에서 정직하지 못했으며 또한 기도와 예배를 소홀히 하고 마음속에 믿음을 세우는 일에 소홀히 하였나이다. 주여, 우리의 잘못을 고백하나이다.

- 주여, 우리가 회개하오니, 그릇된 판단으로 이웃에 대해 자비심이 없었고, 편견을 가지고 생각이 다른 이들을 경멸하였나이다. 주여 우리의 회개를 받아주소서.

- 우리가 다른 이들의 궁핍과 고통을 돌보지 않았으며, 불의의 폭력에 무관심하였고, 주님의 창조물을 훼손하고 낭비하며, 후세대를 배려하지 않았나이다. 주여, 우리의 회개를 받아주소서

- 주여, 진노하심을 거두시어 우리를 새롭게 하시고 구원의 역사가 우리 가운데 이루어져 주님의 영광이 이 세상에 드러나게 하소서. 주여, 우리의 기도를 들어주소서

- 하느님의 아들 예수 그리스도의 십자가와 수난을 인하여, 우리로 모든 성인들과 함께 부활의 영광과 기쁨에 참여하게 하소서. 주여. 우리의 기도를 들어주소서

- 사제: 기도합시다. 전능하신 하느님, 주께서는 진실로 회개하고 복음을 믿는 자들을 용서하기 위하여 사제로 하여금 죄의 용서를 선포하라 하셨나이다. 이제 우리가 진실로 회개하여 성령받기를 간구하오니, 모든 잘못을 용서하시고 우리의 삶을 정결하고 거룩하게 하시어 마지막 날에 영원한 기쁨에 참여하게 하소서. 우리 주 예수 그리스도의 이름으로 기도하나이다.
- 청중: 아멘